# اریک نیلسون
اریک نیلسون (سوئدی: Erik Nilsson؛ ۶ اوت ۱۹۱۶ – ۹ سپتامبر ۱۹۹۵) یک بازیکن فوتبال اهل سوئد بود.

## تیم ملی
وی همچنین در تیم ملی فوتبال سوئد بازی کرده است.